# Osnî, Luhînî
Osnî (în ucraineană Осни) este un sat în comuna Lîpnîkî din raionul Luhînî, regiunea Jîtomîr, Ucraina.

## Demografie
Componența lingvistică a localității Osnî
     Ucraineană (98,55%)
     Rusă (1,45%)
Conform recensământului din 2001, majoritatea populației localității Osnî era vorbitoare de ucraineană (98,55%), existând în minoritate și vorbitori de rusă (1,45%).